# Katarzyna od Chrystusa Pana
Katarzyna od Chrystusa Pana, właściwie Felicjanna Tyszkiewicz (ur. 18 lub 20 lutego 1625, zm. 16 lutego 1683) – karmelitanka bosa, kronikarka zakonna, której przypisuje się autorstwo od 400 do 500 stron rękopisu kroniki klasztoru Karmelitanek Bosych św. Józefa w Wilnie.

## Rodzina
Była córką wojewody brzeskiego Eustachego Jana Tyszkiewicza herbu Leliwa i jego drugiej żony Katarzyny, z domu Siemaszko. Oprócz niej karmelitankami zostały także wnuczki jej ojca (córki córek z jego pierwszego małżeństwa z Zofią Wiśniowiecką) – Joanna, z domu Massalska (Ludwika od św. Ducha) oraz Franciszka (Rozalia Konstancja od św. Jerzego). Obie związały się, podobnie jak Felicjanna, z wileńskim klasztorem Karmelitanek Bosych św. Józefa.

## Życiorys
W listopadzie 1638 Felicjanna Tyszkiewicz została jedną z czterech sióstr zakonnych wytypowanych (m.in. ze zgromadzenia Karmelitanek Bosych w Lublinie oraz klasztoru św. Marcina w Krakowie) do udania się do Wilna, gdzie planowano założyć nowy klasztor karmelitański (ufundowany w 1635 przez podkanclerzego litewskiego Stefana Paca herbu Gozdawa i jego żonę, Annę Marcybellę (Marcyjanellę) z Rudominów-Dusiatskich). Profesję zakonną złożyła 21 lub 23 lutego 1643. Zmarła w 1683 po 40 latach spędzonych w zakonie.

## Dorobek pisarski
Zgodnie z ustaleniami wydawcy kronik karmelitańskich, Rafała Kalinowskiego, Katarzyna od Chrystusa Pana jest autorką liczącego 400–500 stron anonimowego fragmentu kroniki klasztoru św. Józefa w Wilnie poświęconego przedziałowi od 1644 do 1659. Teza ta została potwierdzona przez badaczkę Karolinę Targosz w oparciu o datę złożenia przez potencjalną autorkę ślubów zakonnych (zawartą w klasztornej księdze profesji). Część dziejów klasztoru, napisana przez Katarzynę, obejmuje opis tułaczek wileńskich karmelitanek – spowodowanych m.in. wybuchem powstania Chmielnickiego, epidemią w Wilnie w 1652, niepokojami w związku z wojną polsko-rosyjską (1654–1667) oraz polsko-szwedzka (1655–1660). W obrębie kroniki następuje po opisie drogi sióstr do Wilna pióra Anny Żaboklickiej (Marii Magdaleny od Zbawiciela), który jest uznawany jako pierwszy polskojęzyczny diariusz podróżny spisany przez kobietę.

## Biografia
- Pogląd ogólny, [w:] Rafał Kalinowski (red.), Klasztory karmelitanek bosych w Polsce, na Litwie i Rusi. Ich początek, rozwój i tułactwo w czasie rozruchów wojennych w XVII w., Wilno, Kraków 1900.